# Galerija ŠKUC
Galerija ŠKUC je eden od ljubljanskih razstavnih prostorov, kjer so na ogled slovenska subkulturna in alternativna likovna dela. Galerija v pritličnih prostorih na Starem trgu 21 deluje od leta 1978.
ŠKUC je sicer kratica za Študentski kulturno umetniški center, vendar pa ta ne nosi več svojega prvotnega pomena, ker je organizacija razširila polje svojega delovanja. Sedež je na Metelkovi ulici 6, poleg galerije in informativnega centra, ki sta na Starem trgu, pa premore ta Društvo Škuc, katerega del je Galerija Škuc, še sekcije za glasbeno-koncertno-klubsko, filmsko, gledališko, festivalsko in založniško dejavnost. Od leta 1980 skrbi ŠKUC tudi za socializacijo, ozaveščanje in kulturo seksualnih manjšin. Začetki društva segajo v leto 1968, formalno pa je bilo ustanovljeno 31. januarja leta 1972.
Informacijski center ŠKUC, ki se nahaja poleg galerije, je koordinator »ljubljanske mreže informativnih točk za mlade«, imenovane L'mit.